# Juozas Naujalis

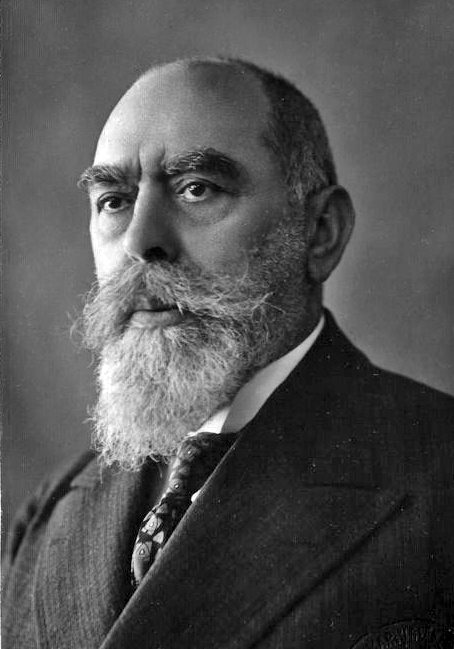
Juozas Naujalis zu Beginn des 20. Jahrhunderts

Juozas Naujalis (* 9. April 1869 in Raudondvaris (bei Kaunas); † 9. September 1934 in Kaunas) war ein litauischer Komponist, Organist, Chorleiter und Musikpädagoge.

## Leben
Juozas Naujalis absolvierte von 1884 bis 1889 ein Orgelstudium am Warschauer Musikinstitut (heute Fryderyk-Chopin-Universität für Musik) bei Jan Śliwiński (1844–1903). Anschließend studierte er 1889/90 ebenda Komposition bei Zygmunt Noskowski, 1894 an der Regensburger Kirchenmusik-Schule bei Franz Xaver Haberl. Er kehrte als Organist und Dozent an das katholische Seminar nach Kaunas zurück. An der Kathedrale in Kaunas war er von 1892 bis an sein Lebensende 1934 Hauptorganist, er wirkte dort zudem von 1891 bis 1914 und von 1916 bis 1934 als Kantor. Naujalis wirkte auch als Organist unter anderem in Vabalininkas und Rietavas. Er hielt ab 1898 mit seinem litauischen Chor heimlich Proben ab. Versammlungen von Litauern waren in dieser Zeit durch die russische Regierung untersagt.
Juozas Naujalis gab 1909/1910 die erste litauische Musikzeitschrift Vargoninikas („Der Organist“) heraus. 1911 gründete er eine Orgelschule. Er gründete 1919 in Kaunas die zunächst private und 1920 verstaatlichte Musikschule, die er bis 1927 leitete. Diese wurde später zum Juozas-Naujalis-Musikgymnasium umbenannt. 1924 war er leitender Dirigent des ersten litauischen Sängerfestes nach der Unabhängigkeit.
Naujalis wurde 1929 mit dem Orden der Krone von Italien ausgezeichnet.